# Eric Rosswood
Eric Rosswood (născut Ross, n. 12 octombrie 1979) este un scriitor american și activist LGBT, cel mai bine cunoscut pentru scrierea de cărți despre cum să fi părinte.  El este autorul Nunta unchiului meu , Călătoria spre părinți de același sex , Ghidul final pentru tați homosexualii și  O facem mai bine . 
Nunta unchiului meu este o carte ilustrată de copii despre egalitatea căsătoriei.  Personajul principal este un băiat pe nume Andy, care află că unchiul său, Mike, se va căsători cu prietenul său pe termen lung, Steve.  În carte, Andy vorbește despre nunta unchiului său, cum îl afectează și despre lucrurile pe care le face în pregătirea ceremoniei.  Tracy K. Greene a creat ilustrații, iar autorul este creditat ca Eric Ross în locul lui Eric Rosswood pentru că a scris și a publicat cartea înainte de a se căsători și a-și schimba numele de familie. 